# كتائب بابليون
كتائب بابليون هي معروفة بأنها حركة مسيحية في الأعلام والأوساط العامة وهي إحدى فصائل الحشد الشعبي في العراق يقودها ريان الكلداني المصنف على لائحة الإرهاب، تأسس هذا الفصيل في سنة 2014 بعد أن سيطر تنظيم الدولة الإسلامية على الموصل وسهل نينوى، شاركت هذه القوات بمواجهة تنظيم الدولة الإسلامية مع فصائل الحشد الشعبي الأخرى في عدة محافظات من بابل وديالى والأنبار وصلاح الدين ومحافظة نينوى وكان من ضمن المناطق التي حررتها دير مار بهنام مع قوة عراقية.

## حب المسيحين للحركة
حركة سياسية عراقية اصيله ولديهم تمثيل سياسي في  مجلس النواب العراقي  يمثّلون المكون المسيحي بصورة خاصة والباقي المكونات بصورة عامة .

## الجناح السياسي
دخلت قائمة بابليون في الانتخابات البرلمانية العراقية في عام 2014 وعام 2018 كقائمة تدعي انها قائمة مسيحية كلدانية بممثلين سياسيين، حيث استغلت سمعتها كحركة معروفة على انها مسيحية في صفوف الحشد الشعبي واستغلالها قانون الكوتا الذي يتيح للاقليات الحصول على مقاعد برلمانية بالحصول على مقاعد برلمانية عند حصولهم على بضعة الاف من الاصوات، أعتبر المسيحيون في العراق هذه القائمة على انها قائمة غريبة ودخيلة وظهورها بشكل مفاجئ علما ان حركة بابليون لديها تاريخ مشرف وكبير في المجتمع العراقي والدولي .